# Су-75
Су-75 (англ. «Screamer», «Checkmate»),  офіційно - Легкий Тактичний Літак (рос. Лёгкий тактический самолёт, ЛТС) — перспективний російський легкий винищувач 5-го покоління.

## Історія
У грудні 2020 року керівник «Ростеха» Сергій Чемезов заявив, що компанія вивчає можливість створення легкого винищувача 5-го покоління для поставки його на експорт. Тоді він наголосив, що розробку ведуть в ініціативному порядку без замовлення з боку Міністерства оборони РФ.
Перед початком авіасалону МАКС-2021 (Росія) макет невідомого літака сфотографували на аеродромі в місті Жуковський (Московська обл.)
Стало відомо, що американські спецслужби дали майбутньому літаку визначення «Крикун» (Screamer) через характерний зовнішній вигляд повітрозабірника.
19 липня 2021 «Ростех» опублікував тизер, у якому показав обриси літака і вказав, що розробником є компанія Сухой. Презентація літака анонсована на 20 липня 2021 року, відбулася 21 липня на авіакосмічному салоні МАКС-2021. Зовнішній вигляд літака оприлюднили до офіційної презентації через витік відео знятого в павільйоні авіасалону.
20 липня відбулася презентація літака президенту РФ В. Путіну та публічна демонстрація журналістам. На заходах ствердили, що машина орієнтована на експорт, головними конкурентами є китайські легкі літаки, а ціна Су-75 коливатиметься від 25 до 30 млн доларів. Очікується, що перший політ літак здійснить у 2023 році, а у 2026 будуть перші експортні поставки.
На підприємстві «Комсомольський-на-Амурі авіаційний завод ім. Ю.О. Гагаріна» розпочали будівництво дослідного зразка.
13 листопада 2023 року, перед початком виставки Dubai Airshow 2023, пресслужба корпорації «Ростех» повідомила про початок підготовки до виробництва перших зразків Checkmate: конструкторська документація передана на завод-виробник після корегування вартості проєкту, строків та «окремих технічних рішень».

## Технічні характеристики
- Су-75 має один двигун
- Вага — 18 тонн
- Швидкість — до 1,8 Маха
- Бойове навантаження — 7 400 кг
- Дальність польоту — 3 000 км[10]
- Одночасне ураження — 6 цілей[6]
- При створенні літака використано напрацювання по Су-57 та прототип X-32.